# 池在龍
池在龍（朝鲜语：／，1942年5月10日—）籍贯不详，朝鲜民主主义人民共和国外交官。

## 生平
池在龍毕业于金日成综合大学外国语文学系学习俄语。1972年12月，池在龍当选为朝鲜社会主义劳动青年同盟中央委员会委员。1976年6月至1981年1月，担任朝鲜社会主义劳动青年同盟中央委员会委员长。1977年12月，当选为朝鲜最高人民会议常设会议议员。1979年7月起，担任朝鲜劳动党中央委员会候补委员。
1982年10月，池在龍出任朝鲜民主主义人民共和国驻捷克斯洛伐克大使。1986年9月，出任朝鲜民主主义人民共和国驻南斯拉夫大使。1996年2月至2004年5月，担任朝鲜劳动党中央国际部副部长。2002年4月，获得金日成勋章。他是第十、十一届最高人民会议代议员。2010年9月朝鲜劳动党第三次代表会议期间，池在龍又当选朝鲜劳动党中央委员会候补委员。2010年10月，身为朝鲜劳动党中央宣传部副部长的池在龍被调任为第13任朝鲜民主主义人民共和国驻华大使，接替崔秉官。2010年10月26日，池在龍抵达中国北京就任。
2014年3月，池在龍在當屆的最高人民會議選舉中當選為代議員。
2021年2月，卸任朝鲜驻华大使职务，因疫情滞留北京未回国。
2023年8月22日，池在龙疑似搭乘疫情后首班往返于平壤和北京的高丽航空JS151次航班返回朝鲜。